# Abrostola suisharyonis
Abrostola suisharyonis är en fjärilsart som beskrevs av Embrik Strand 1920. Abrostola suisharyonis ingår i släktet Abrostola och familjen nattflyn. Inga underarter finns listade i Catalogue of Life.